# Othman El Kabir
Othman El Kabir (Amsterdam, 17 juli 1991) is een Marokkaans-Nederlands voetballer die als middenvelder speelt. Hij is de jongere broer van Mostapha El Kabir.

## Carrière
Othman El Kabir speelde tot 2013 voor Jong NAC Breda, maar kwam niet in actie voor het eerste elftal. Hij vertrok naar Zweden, waar ook zijn broer Moestafa speelde. Hij speelde in de Superettan, het op een na hoogste niveau van Zweden, voor Ängelholms FF en AFC United. In 2016 vertrok hij naar Djurgårdens IF, wat in de Allsvenskan speelt. In februari 2018 ging hij in de Russische Premjer-Liga voor FK Oeral spelen. Hier speelde hij tot 2021. In augustus 2023 sloot hij aan bij Jönköpings Södra IF, wat uitkwam op het tweede niveau van Zweden. Na de degradatie naar het derde niveau eind 2023 vertrok hij weer.

### Statistieken
| Seizoen                       | Club                | Land           | Competitie     | Competitie | Competitie | Beker | Beker | Totaal | Totaal |
| Seizoen                       | Club                | Land           | Competitie     | Wed.       | Dlp.       | Wed.  | Dlp.  | Wed.   | Dlp.   |
| ----------------------------- | ------------------- | -------------- | -------------- | ---------- | ---------- | ----- | ----- | ------ | ------ |
| 2013                          | Ängelholms FF       | Zweden         | Superettan     | 23         | 2          | 1     | 2     | 24     | 4      |
| 2014                          | Ängelholms FF       | Zweden         | Superettan     | 28         | 5          | 3     | 1     | 31     | 6      |
| 2015                          | AFC United          | Zweden         | Superettan     | 27         | 8          | 4     | 1     | 31     | 9      |
| 2016                          | AFC United          | Zweden         | Superettan     | 15         | 6          | 3     | 1     | 18     | 7      |
| 2016                          | Djurgårdens IF      | Zweden         | Allsvenskan    | 13         | 1          | 1     | 2     | 14     | 3      |
| 2017                          | Djurgårdens IF      | Zweden         | Allsvenskan    | 29         | 4          | 4     | 1     | 33     | 5      |
| 2017/18                       | FK Oeral            | Rusland        | Premjer-Liga   | 10         | 3          | 0     | 0     | 10     | 3      |
| 2018/19                       | FK Oeral            | Rusland        | Premjer-Liga   | 28         | 4          | 7     | 1     | 35     | 5      |
| 2019/20                       | FK Oeral            | Rusland        | Premjer-Liga   | 22         | 6          | 2     | 1     | 24     | 7      |
| 2020/21                       | FK Oeral            | Rusland        | Premjer-Liga   | 14         | 1          | 1     | 0     | 15     | 1      |
| 2023                          | Jönköpings Södra IF | Zweden         | Superettan     | 4          | 0          | 0     | 0     | 4      | 0      |
| Carrièretotaal                | Carrièretotaal      | Carrièretotaal | Carrièretotaal | 213        | 40         | 26    | 10    | 239    | 50     |
| Bijgewerkt op 2 februari 2024 |                     |                |                |            |            |       |       |        |        |